# سابو (ون بيس)
سابو (باليابانية: サボ، بالروماجي: Sabo) هي شخصية خيالية والطرف الرئيسي في أنمي وسلسلة مانغا ون بيس من تأليف إييتشيرو أودا. انضم سابو إلى الجيش الثوري تحت قياده مونكي دي دراجون ويشغل حالياً منصب الرجل الثاني في الجيش الثوري. يمتلك فاكهة الشيطان الخاصة ببورتغاس دي إيس والمعروفة باسم (ميرا ميرا نومي) من نوع لوقيا النار.

## القصة
هو ابن أحد النبلاء في ممكلة جوا التي يعيش فيها أيضا مونكي دي لوفي وبورتغاس دي إيس، ولكنه لا يحب هذه المملكة ويتمنى انه لم يولد فيها، وخصوصا في دار النبلاء لانهم فاسدون وليس لديهم رحمة. هرب سابو إلى الجبال ليعيش وحيدا قبل ان يصبح صديق ايس العزيز بل وتطورت صداقتهم إلى أخوه بعد أن شربوا نخب الأخوه. تدرب ايس وسابو مع بعضهم البعض كثيرا حتى أصبحو أقوى مماكانو عليه. وعندها النبلاء والاسره الحاكمه قرروا حرق المدينة النائية الرماديه ( المكان المحيط بالمدينة التي يعيش بها النبلاء والاسره الحاكمه ويعيش فيه المجرمين والمنبوذين ) وكان ايس ولوفي محتزجين هناك.
في ذلك الوقت أنهار سابو بالبكاء بعد الحزن الشديد الذي أصابه. وهو مستغرق في البكاء ظهر له مونكي دي. دراجون وأخبره سابو بكل شيء ثم عالج جراح سابو وذهب. قبل أن تبدأ رحلة سابو ارسل رساله يخبر فيها اصدقائه انه راحل قبلهم وأنه ينتظرهم عندما بدأ سابو في تجهيز القارب صادفت الرحلة التنين السماوي رحلة سابو لتحقيق أحلامه. عندما مرت سفينة سابو جانب سفينة التنين السماوي أطلق النار على قارب سابو حاول سابو إطفائها وقام بإطلاق أخرى لكن سابو نجا بأعجوبة وانضم إلى الجيش الثوري.

## المعارك
- سابو وأيس ضد بورشيمي: 
  - سبب المعركة إنقاذ لوفي من قبضة القراصنة
  - نتيجة المعركة انتصار سابو وأيس
- سابو ضد أيس
  - سبب المعركة ليصبحان أقوى
  - نتيجة المعركة
  - أنتصر أيس 26 مرة
  - أنتصر سابو 24 مرة
- لوفي ضد سابو
  - سبب المعركة ليصبحان أقوى
  - نتيجة المعركة
  - أنتصر سابو 25 مرة
  - لم ينتصر لوفي ولا مرة
- سابو وأيس ولوفي ضد النمر العملاق
  - سبب المعركة من سوف يكون الكابتن على متن السفينة
  - نتيجة المعركة انتصار الاخوة على النمر
- سابو ضد ادميرال فيجيتورا
  - سبب المعركة لمنع فيجيتورا من القبض على لوفي
  - نتيجة المعركة قام فيجيتورا بالانسحاب بعد قوله لسابو انه اوقفه..
- سابو ضد بارجيس ( أحد قراصنة اللحية السوداء )
  - سبب المعركة ليحصل على فاكهة ايس (ميرا ميرا نو مي)
  - نتيجة المعركة انتصار سابو